# Ширсфельд
Ширсфельд (нем. Schiersfeld) — община в Германии, в земле Рейнланд-Пфальц. 
Входит в состав района Доннерсберг. Подчиняется управлению Альзенц-Обермошель.  Население составляет 239 человек (на 31 декабря 2010 года). Занимает площадь 7,07 км².